# Владимир Димитријевић (публициста)
Владимир Димитријевић (Чачак, 1969) српски је публициста, професор и књижевник.

## Биографија
Рођен је у Чачку где је завршио основну школу и гимназију. Дипломирао је на групи за Српски језик и књижевност са општом књижевношћу Филолошког факултета Универзитета у Београду са темом о есејистици Момчила Настасијевића. Докторирао је 2016. године, са тезом „Владимир Вујић као књижевник, критичар и полемичар у контексту књижевних процеса између два светска рата”.
Објављивао је своје књиге и друга дела у издавачким кућама: „Светигора”, Православна мисионарска школа при храму Светог Александра Невског у Београду, Задужбина манастира Хиландара и другим, као и у издавачким кућама „Лио” (Горњи Милановац), „Легенда” (Чачак), „Романов” (Бањалука), „Бели анђео” (Шабац), „Очев дом” (Београд), „Православни пут” (Ариље), „Цатена мунди” (Београд), „Жагор” (Београд), „Ривел Ко” (Београд), и другим.
Стални је сарадник часописа „Печат” у коме објављује књижевну критику, као и месечника „Геополитика”. Сарадник је издавачке куће Catena Mundi.
Редован је учесник научних скупова о српским песницима које организује додељивање награде „Жичка хрисовуља” при Народној библиотеци у Краљеву. Велики број огледа објавио је у књижевној периодици и на интернету.

## Награде
- 1999: Награда Браћа Карић

## Дела

### Књиге
1. У тамници херметичког круга / Православље о Хесеу и Јунгу, Београд 1994. (на руском: О психологии К. Јунга и прозе Г. Гессе, Перм 2001.)
2. Младост и страсти (Прво издање, Београд 1993; друго, проширено издање - Београд 1995.)
3. Знаци времена и знаци наде, Каково 1997.
4. Истинословац у Завичају / Хришћанство у делу Момчила Настасијевића, Манастир Тресије 1998.
5. Од Елвиса до анти Мадоне / Хришћанство и музичка револуција. Београд 1999.
6. Папа у Србији - да или не?, Горњи Милановац, 2000.
7. Обожење није индивидуација (са Михаилом Медведевим и Татјаном Калашњиковом), Шабац 2001.
8. Нема крста без три прста / Треба ли да се Срби поклоне папи?, Београд 2003.
9. Високо је записано / Од коби до Христа у делу Момчила Настасијевића, Горњи Милановац 2004.
10. Паланка философије / Књига о говору мржње на све што је србско, Двери српске бр. 4, 2004.
11. Тамничари душа / Секте, њихове вође, следбеници и жртве, Чачак 2005.
12. Пут којим се чешће иде / Окултизам, магија, вештичарство, Чачак 2005.
13. Нови школски поредак / Глобална реформа образовања и коначно решење српског питања, Чачак 2005.
14. Диван је Бог у светима Својим / Нови светитељи Православне Цркве, Чачак 2006.
15. Највећи Србин после Светог Саве / Књига о Владики Николају, Чачак 2006.
16. Православље и изазови 21. века / Огледи о Светом Предању, Чачак 2006.
17. Човек и рањени ерос / Од свештене љубави до сајбер-секса, у зборнику Мушкарац и жена пред тајном тела, Београд 2006.
18. Зашто плаче Свети Сава?, Чачак 2006.
19. Јагње и змија / Православље и неогностичка психологија, Горњи Милановац 2007.
20. Пут у Нигдину / Рок музика и доба нихилизма, Горњи Милановац 2007.
21. Обнова или обмана? / Литургијска реформа и криза римокатолицизма, Горњи Милановац, 2007.
22. Света Литургија и Тајна Очинства / Трпеза Господња кроз векове и данас, Горњи Миланонац, 2007.
23. Ка тихој Светлости, Ариље, 2007.
24. Оклеветани светац / Владика Николај и србофобија, Горњи Милановац 2007.
25. Изазови нашег времена / Магијски напад и средства заштите, Православни светионик 15-16/2007, Косјерић.
26. Дођи и види / Иконостас и светиња олтара у православном Предању, Горњи Милановац, 2008.
27. Царско свештенство / Да ли је народ Божји лишен својих права?, Горњи Милановац, 2008.
28. Реч на реч / Одговор епископу Атанасију Јевтићу, Горњи Милановац, 2008.
29. Евроунијаћење / Православље и папизам на крају историје, Горњи Милановац, 2008.
30. Писма о литургијској обнови, Горњи Милановац, 2008.
31. Са страхом Божјим и вером приступите / Како се припремити за Свето Причешће, Горњи Милановац, 2008.
32. Последње предавање Владимира Димитријевића, бившег вероучитеља у Чачку, Чачак, 2008.
33. Прећутана Србија, Београд, 2008.
34. Велики мештар свију хуља / Ђерђ Сорош и контејнерски отворена друштва, специјални додатак листа „Печат”, фебруар 2009.
35. Православље и социјална правда / Православно учење о раду и хришћанском солидаризму, специјални додатак листа „Печат”, април 2009. (друго, проширено издање под насловом ,Бог или мамон / Православно учење о раду, социјалној правди и хришћанском солидаризму”, Горњи Милановац 2009.
36. Теологија или технологија / Питања православног лаика епископу Игњатију Мидићу, Горњи Милановац, 2009.
37. Светосавље и литургијска реформа, Горњи Милановац, 2009.
38. Осама на тргу / Огледи о нашој књижевности, Горњи Милановац, 2009.
39. Ништародица у Црнограду / Лујза Чиконе у Београду као повод за размишљање, Горњи Милановац, 2009.
40. Мала књига велике мржње / Речник србофобије, Горњи Милановац 2010.
41. Љубављу драг / Успомене на оца Љубу Петровића, Горњи Милановац, 2011.
42. Светац српског језика / Рана читања Момчила Настасијевића, Горњи Милановац 2011.
43. Граматика екуменизма, Београд 2011.
44. Русија, Европска унија и фашизам / Где су ту Срби? (са Зораном Милошевићем), Београд 2011.
45. Прећутана Србија / Владика Николај и његова деца, Чачак 2011.
46. Истина о случају мр Зорана Чворовића, Београд, 2011.
47. Између Вашингтона и Ватикана / Светосавска Црква на распећу историје, Горњи Милановац 2012.
48. Прећутана културна историја Срба, Београд, 2012,2014. (два издања)
49. Име и слобода / Од Косовског завета до издаје Косова (са Зораном Чворовићем), Чачак, 2013.
50. Српска Црква и Викиликс/ Завет или издаја? (са Зораном Чворовићем), Бањалука, 2013.
51. Писци хришћанске Европе (интернет - издање, на сајту „Светосавље”)
52. Књиге од утробе/ Записи пропалог песника, Горњи Милановац, 2014.
53. Апокалипса и Трећи светски рат, Бањалука, 2014.
54. Србовање и србофобија / Портрети гоњених и забрањиваних Срба, Београд 2014.
55. Светосавље и србоцид / Разговори у вртлогу глобализације, Горњи Милановац, 2014.
56. Како замишљам да бих разговарао са оцем Јустином данас, Горњи Милановац 2014.
57. Листая страницы сербскоѝ истории..., (са 3. Чворовићем, А. Шемјакином, А. Силкином, Г. Швецовом, В. Косиком, Р. Гојковићем, Н. Бондарјевим, А. Аникијевим, под уредништвом Ј. Гускове), Москва 2014.
58. Побуњеници и смислотворци, Београд, 2014.
59. Рудник: шапат висина (са групом аутора), Београд, 2014.
60. Школокауст у Србији / Како разарају наше образовање, Горњи Милановац 2015.
61. Заветници и бегунци / Коме ће „Blaženi Alojzije” бити крсна слава, Горњи Милановац 2015.
62. Хоминтерна и Гејстапо / Огледи о политичком хомосексуализму, Горњи Милановац 2015.
63. Како се прелази из смрти у живот / Умирање несветих и светих, Београд 2015 (као Књигољубац)
64. Православље и окултура, Бањалука - Београд, 2015.
65. Србски духовници 20. века (приредила Весна Никчевић; као Књигољубац, у књизи објавио животописе Светог Јустина Ћелијског, монаха Јакова Арсовића, свештеномученика Јована Рапајића, монаха Митрофана Хиландарца, преподобног Симеона Дајбабског, јеромонаха Гаврила из Бошњана, архимандрита Данила из Велике Ремете, схиигумана Саве Вазнесењског, архимандрита Јустина из Савине, игумана Лазара Острошког)
66. Острво небеско и Земља живих / Житија и подвизи англосаксонских светих, Београд, 2016. (као Књигољубац)
67. Тржиште или храм / Становиште Владимира Вујића, Београд, 2016.
68. Син песника Диса : књига која није постала роман, Београд, 2017.
69. У годинама ујка Вање, 2017.
70. Одбранимо своју породицу : наша деца на удару глобализма, 2018.
71. Степинац за почетнике : поводом једне узалудне комисије, 2018.
72. Бол ми је сведок : Миладин Ћосовић у потрази за смислом, 2018.
73. Соко и медвед : Срби и Руси на путу Господњем, 2018.
74. Шта се згоди кад се џендер роди : политички хомосексуализам као нови бољшевизам, 2019.
75. Из епа у филм : књижевни критичар Владимир Вујић, 2019.
76. Да се зна : повереник за заштиту равноправности против слободе мишљења и изражавања, 2019.
77. Са Дверима, за Србију! : лично сведочење или Ко зна боље, широко му поље, 2020.
78. Прећутана културна историја Срба : на трагу скривеног и забрањеног наслеђа, 2020.
79. Хришћанство и сексуална револуција, 2020.
80. У потрази за добром : романи и приповетке Миладина Ћосовића, 2020.
81. Уздарје Достојевском : О Богу који увек слуша и писцу који је Бога тражио, 2021.
82. На капијама Андрићграда, 2021.
83. Дугине боје вам нећемо дати : одговор либерално-глобалистичким бојовницима тоталитаризма, 2021.
84. Олтарски простори српске књижевности, 2022.
85. Србија у сенци антихриста, 2022.
86. Југословенски месијанизам и српско становиштe : оглед из историје идентитета, 2022.
87. Ваша су тела храмови духа: Књига за младе и старе о хришћанству и полности, 2022.
88. Ни дана без срама : чудновате згоде шегрта Вучића, 2022.
89. Синови светога Саве, 2022.
90. Писци хришћанске Европе, 2023.

### Приређивач
- Небо и земља ће проћи, Чачак 1992.
- Изазов Далеког Истока у светлости православног Хришћанства, Београд 1993.
- Цар-мученик Николај II Романов, специјално издање часописа Монархија, Котор 1994.
- Свети Јован Шангајски, Београд 1995.
- Св. Јован Кронштатски - пророк православне Русије, Београд 1996.
- Свети Јован Шангајски: Беседе, поуке, чуда, Београд 1997. (са Јованом Србуљем)
- Духовно очинство у православном Предању, Београд 1997. (са Јованом Србуљем)
- Песници распете Русије / Цветник руске боготражитељске поезије 20. века, Приштина 1997. (са Владимиром Јагличићем)
- Последња времена / Други Долазак Христов, Београд 1998. (са Јованом Србуљем)
- Господе Боже наш, славом и чашћу венчај их / Православна ризница о браку и породици, Београд 1998.
- Свети Јован Шангајски / Житије, чуда, беседе и поуке (са Јованом Србуљем), Београд 1998.
- Од утопије до кошмара / Православље и секте: општи поглед, Цетиње 1997.
- Библија без Бога, Хришћанство без Цркве / Новопротестантизам данас и овде, Цетиње 1997.
- Стаклене очи Индије / Православље и духовност Далеког Истока, Цетиње 1997.
- У лавиринтима таме / Од сајентологије до сатанизма, Цетиње 1998.
- Злостављање ума / Поробљавање личности и средства заштите, Цетиње 1998.
- Човек је виши од звезда / Астрологија, окултизам, магија, Цетиње 1998.
- Царство празнине, Цетиње, 1998. (Друго издање: Царство Божје и Царство празнине, Цетиње, 2003.)
- Голгота Христове Русије / Страдање Руске Цркве под комунизмом, Цетиње 1999.
- Нови Јерусалим и Вавилон Велики / Апокалипса нашег доба, Београд 1999. (са Јованом Србуљем)
- Кроз огањ апокалипсе, Београд 1999.
- Астрологија у светлости Православља, Београд 1999. (са Јованом Србуљем)
- Црква и време / О старом и новом календару, Београд 2000.
- Терапија душе по Светим Оцима /Мутација душе савременог човека, Цетиње 2001. (са Јованом Србуљем)
- Упознајте децу с Јеванђељем Христовим / О потреби враћања веронауке у школу, Краљево 2001. (са ђаконом Радошем Младеновићем)
- Пресвета Богородице, спаси нас! / Живот и чуда Пресвете Богородице, Цетиње 2001. (три издања), са Матејем Арсенијевићем
- Чуда Божја у 20. веку (три издања), Београд 2000. (са Јованом Србуљем)
- Момчило Настасијевић: Песникови синови, у зборнику Духовне речи, Горњи Милановац 2001.
- Истина је једна / Свети Оци о римокатолицизму, Горњи Милановац 2001.
- Православна Црква и римокатолицизам / Од догматике до аскетике, Горњи Милановац 2001.
- Достојевски - пророк и апостол православног реализма (са Бошком Обрадовићем), Двери, зборник 1/2001, Београд
- Небеска Србија / Примери побожности код Срба - Како су Срби служили Христу, Београд 2002.
- Хари Потер и лов на дечје душе / Хришћански одговор на савремено вештичарство, Цетиње 2002.
- Избави нас од Лукавога / Православље и магија (са Јованом Србуљем), Београд 2002. (два издања)
- Света Грузија (са Небојшом Ћосовићем), Ариље 2002.
- Владика Николај, данас и овде, Књижевне новине 1048 - 1049, Београд 2001/2002.
- Гледајте да се не уплашите / Духовни смисао нашег доба (са Јованом Србуљем), Београд 2003.
- Златоусти проповедник Васкрслога Христа / Свети владика Николај у сећањима савременика (са Гораном Вељковићем), Крагујевац 2003.
- У сенци Вавилонске куле / Живети Христом у антихришћанско доба (са Јованом Србуљем), Београд 2004.
- Печат Христов и жиг звери / Црква у доба глобализације, Београд 2004. (са Јованом Србуљем и Мирославом Голубовићем)
- Господ је с нама / Чуда Божја данас и овде (са Јованом Србуљем), Београд 2004.
- Светлост са Запада - Живот и учење оца Серафима Роуза, Београд 2005.
- Мама, сачувај живог мој, Православни светионик бр. 8/2005.
- Изазови информатичког доба (Жички благовесник, јануар 2005.), са ђаконом Радошем Младеновићем и Оливером Суботићем, Краљево
- Историја Гимназије у Чачку, Гимназион бр. 1 (са Иваном Ружичићем, Драганом Матијевићем, Дејаном Крунићем и Слободаном Николићем), Чачак 2005.
- Православље и изазови рачунарске технологије (са ђаконом Радошем Младеновићем), Краљево 2005.
- Мушкарац и жена пред тајном тела / Православље и полност (два издања), Београд 2005.
- Верујем, Господе, и исповедам / Књига питања и одговора о православљу и правоживљу, Београд 2005.
- Хришћанство и психологија у 21. веку / Духовничка и духовна помоћ оболелима душом (са Јованом Србуљем), Београд 2005.
- Између љубави и себичности / Како васпитати дете у савременом свету (са Јованом Србуљем), Београд 2005. (два издања)
- Бог и душа у 21. веку (архимандрити Рафаил (Карелин) и Лазар (Абашидзе), са Јованом Србуљем, Београд 2006.
- Од греха ка Богу / Практични приручник о исповести за савремене хришћане (са Јованом Србуљем), Београд 2006.
- Да двоје једно буду / Зборник о брачном животу у савременом свету (са Јованом Србуљем), Београд 2006.
- Нека буде светлост / Стварање света и рани човек -Православно тумачење Књиге Постања (са Јованом Србуљем), Београд 2006.
- Два дана у Кронштату / Отац Јован Кронштатски изблиза, Београд 2006.
- Ја сам Пут, Истина и Живот / Књига о животу и учењу Цркве, Београд 2006.
- Књига о прелести и лажном духовништву / Како се сачувати од духовне обмане (са Јованом Србуљем), Београд 2006.
- Љубав је јача од смрти / Свети цар Николај II, света царица Александра, света кнегиња Јелисавета и мученици дома Романових - Житија, поуке, страдања и чуда, Београд 2006.
- Православље и астрологија / Лаж и прелест астролошке теорије и праксе у светлости православнога предања (са Матејем Арсенијевићем), Цетиње 2006.
- Радуј се, Мајко Цркве, Пресвета Богородице / Живот и тајне, чуда и празници Пресвете Богородице и Свагдадјеве Марије (са Матејем Арсенијевићем), Цетиње 2006. (више издања)
- Холивуд против Христа / Православни одговор на Да Винчијев код (са Матејем Арсенијевићем), Цетиње 2006.
- Тајна Цркве и тајна безакоња / Нови светски поредак-идентификациони број - духовни смисао догађаја савременог доба, Цетиње 2006.
- Не бојте се, Ја победих свет / Хришћанство и глобализам, Цетиње 2006.
- Чесма воде живе / Антологија српске хришћанске приче, Београд - Врњачка Бања - Краљево, 2006. (друго, измењено електронско издање - сајт „Светосавље”, 2013.)
- Брак, породица и васпитање (Православни светионик бр. 11), Косјерић 2006.
- Свети Николај Жички (1956-2006: педесет година у Небеској Србији), Православни светионик бр. 13, Косјерић 2006.
- Небо и земља ће проћи / Живимо ли у последњим временима? (са Јованом Србуљем), Београд 2006.
- Демонизација деце (Истина, Специјал бр. 2), Београд 2006.
- Витез и сведок крста/ Свештеномученик Јован Рапајић - дела и страдања за Христа, (са свештеником Милорадом Средојевићем), Београд, 2006.
- Чувајте се да вас ко не превари / Православље на међи миленијума (са Јованом Србуљем), Београд 2007.
- Вечно подне / Огледи о Светој Литургији и Тајни Спасења, Београд 2007.
- Лек Бесмртности / Света Тајна Причешћа у Православном Предању (са Јованом Србуљем), Београд 2007.
- Благословено Царство Оца и Сина и Светога Духа / Тумачење Свете Литургије и свих богослужења Православне Цркве (са Јованом Србуљем), Београд, 2007.
- Помози нам, вишњи Боже / Савремени србски духовници (са Јованом Србуљем), Београд 2007. (два издања)
- Хлеб небески и Чаша живота / Владика Николај и Отац Јустин о Светој Литургији и Причешћу, Горњи Милановац 2007,2015 (два издања)
- Од Светог Саве до Ђерђа Сороша / Школство у Србији на прекретници, Београд 2007.
- У свету лажних пророка / Православље, секте, окултизам (приредио и превео са руског и енглеског), Чачак 2007.
- Ако нема Бога, све је дозвољено / Православље у доба нихилизма, Чачак 2008. (приредио и превео са руског и енглеског).
- Шта значи бити хришћанин? / О православљу и правоживљу, Чачак, 2008. (приредио и превео са руског и енглеског).
- Светосавље данас: изазови и одговори (Научни скуп Епархије банатске), Вршац, Горњи Милановац 2008.
- Црква од Истока и хришћанство без Христа / Православље и дух овога света, Београд 2008.
- Смрт детињства и живот у Цркви / Како одрасти у савременом свету, Београд, 2008.
- Речју против Звери / Песме о НАТО агресији / Печат, март 2009.
- Царево ново одело / Богословље епископа Игњатија (Мидића) и одговор србске православне јавности, Горњи Милановац, 2009.
- Исусе, тела мога здравље / Болест и исцелење у православном предању, Београд, 2009.
- Црква од Истока и тајна Залада / Православље, римокатолицизам, протестантизам, Београд, 2010. (превео и приредио са руског и енглеског).
- Дневник апокалипсе / Православна читанка о последњим временима, Београд, 2010.
- Између Вашингтона и Ватикана / Српски народ на распећу историје (темат часописа „Збиља”, бр. 187-188- 189-190/2011.)
- Истина о случају мр Зорана Чворовића, Београд, 2011. (са академиком Костом Чавошким).
- Верске секте и култови, Бањалука, Стари Бановци, 2011.
- Заточник чегарског завета / Сећања на Небојшу М. Крстића, „Збиља”, бр. 199-200-201-202/2012.
- У Небеску Србију крочио је Марко С. Марковић, „Збиља”, 207-208/2012.
- Христос је твоја слобода / Православно лечење од болести зависности, Београд, 2012.
- Кијук: мудра птица љубави, Београд, 2012, 2014 (два издања)
- Достојевски: апостол православног реализма (са Бошком Обрадовићем, Бранимиром Нешићем и Николом Маринковићем), Београд, 2012.
- Тито и Срби / Злочинац на челу колоне, Београд, 2013.
- Како сахранити Броза / Тито и Срби 2, Београд, 2013.
- Његош - песник српске слободе (са Бошком Обрадовићем и Бранимиром Нешићем), Београд 2013.
- Чуда Божја - знаци времена, Образ светачки, Београд, 2013.
- Спомен Принципу (са Драганом Хамовићем), Београд, 2014.
- Преваспитавање човечанства / Глобализам и образовање, Цетиње 2014 (као Радомир Шутић)
- За живот без жига / Слобода и достојанство човека у доба „Великог брата”, Цетиње, 2014. (као Радомир Шутић)
- Између Чеке и Гестапоа/ Иван Иљин и васкрс Русије, Београд 2014.
- Румунски Новоисповедници у борби Бога и ђавола / Светост, љубав, слобода у доба антихриста, Београд, 2015 (као Књигољубац)
- Од осмеха до премудрости / Антологија православног хумора, Београд, 2015. (као Књигољубац)
- Зло раскола и омразе/ Србска Црква на удару Империје, часопис „Збиља” број 317-318-319/2016.
- Сабор на Криту: удар у срце Православља, часопис „Збиља”, број 323-324- 325/2016.
- Канонизација Алојзија Степинца / Изазови и одговори, Београд, 2016 (са Аном Филимоновом)

## Приређивач књига других аутора
- Епископ Данило: У почетку беше Смисао, Ваљево-Београд- Србиње, 1996. (два издања)
- О. Серафим (Роуз): Човек против Бога, Ниш 1996.
- Ђакон Андреј Курајев: Да ли сви путеви воде ка Богу?, Цетиње, 1997.
- Иван А. Иљин: У потрази за праведношћу, Цетиње 2001.
- Јеромонах Серафим Роуз: Стварање света и рани човек / Православно тумачење Књиге постања (са Јованом Србуљем), Београд 2002.
- Владика Николај: Син Божји и Син Човечији: наш Спаситељ (са Матејем Арсенијевићем), Цетиње 2001.
- Др Марко С. Марковић: На смрт осуђени / Срби од смрти краља Александра до Брозовог доласка на власт, Београд-Ваљево- Србиње 2004.
- Др Марко С. Марковић: Косово у ранама, Београд-Ваљево- Србиње 2005.
- Александар Сенић: У рату за душу, Чачак 2005.
- Милутин Деврња: Земља преварена (са Жељком Јелићем), Београд 2007.1
- Др Марко С. Марковић: На развалинама Јутопије, Чачак 2007.
- Миодраг Јаћимовић: Предајте се, Срби, Београд, 2008.
- Монах Митрофан Хиландарац: Оставштина за будућност, 2009.
- Марко С. Марковић: Бог и човек: заједно у рату, Горњи Милановац, 2010.
- Владика Николај: Тумачење Светих Речи (из оставштине), Војловица 2010. (са Слободаном Обрадовићем).
- Владика Николај, Вевчани (из оставштине), Војловица 2010 (са Слободаном Обрадовићем).
- Св. Николај Охридски и Жички: Речник вечнога живота / Владика Николај нас води путем спасења (као „Књигољубац”), Београд 2010. (друго издање 2012, са животописом Владике Николаја)
- Старац Митрофан Хиландарац: Светогорски дневник, Београд 2011.
- Св. владика Николај: Србадија / Жички устав (из оставштине), Војловица - Горњи Милановац 2011. (са Слободаном Обрадовићем)
- Бранко Ћопић: Јутра плавог сљеза (лектира за V разред Основне школе), Београд 2011.
- Владимир Вујић: Од Шпенглера до Светог Саве, Београд, 2013.
- Патријарх Павле: Бог ће помоћи ако има коме / Живот и сведочења; поуке, 2013, 2014 (два издања), са Јованом Србуљем, као Књигољубац
- Старац Сава Вазнесењски: Побожност је човекова највећа срећа (Животопис, поуке, беседе и сећања), Београд, 2014.
- Бошко Ћаловић: Птицо, довешћу те до речи / Из оставштине једног професора (са Слободаном Николићем), Чачак, 2015.
- Светосавски свештеник / Прота Миливоје Маричић, духовни син Владике Николаја, Горњи Милановац, 2015.